# RZD ER10
RZD ER10(러시아어: ЭР10, Электропоезд Рижский, тип 10)은 러시아 철도에서 과거에 사용했던 전동차이다.
1960년 리가 차량 공장에서 동력차, 칼리닌그라드 차량 공장에서 무동력차, RVR에서 전장품을 생산하여 2대의 4량 편성 전동차를 만들었고, ER10이라는 이름이 붙었다. 이 둘은 서로 중련 운행이 가능하였다. 차체 형태는 당시의 ER1, ER6과 매우 달랐고, 객차 중앙에 연결 통로가 있다. 전장품 및 제동 장치는 ER6에 비해 크게 바뀌지 않았다.
전동기는 약간 개선되어 과열 방지 기능이 추가되었다. ER6과 비교했을 때 차체가 무거워져서 중량당 출력은 감소하였지만, 가속력이 높아져서 ER6과 최고 속도는 비슷해졌다.
총 6 개의 열차가 001,002,003,004,005 및 006 번으로 생산되었습니다. 각 열차 에는 4 대 의 승용차 가 있었다. 그런 다음 열차는 쌍으로 결합되기 시작했다(한 열차에 8 개의 마차). 숫자 체계도 바뀌었습니다.

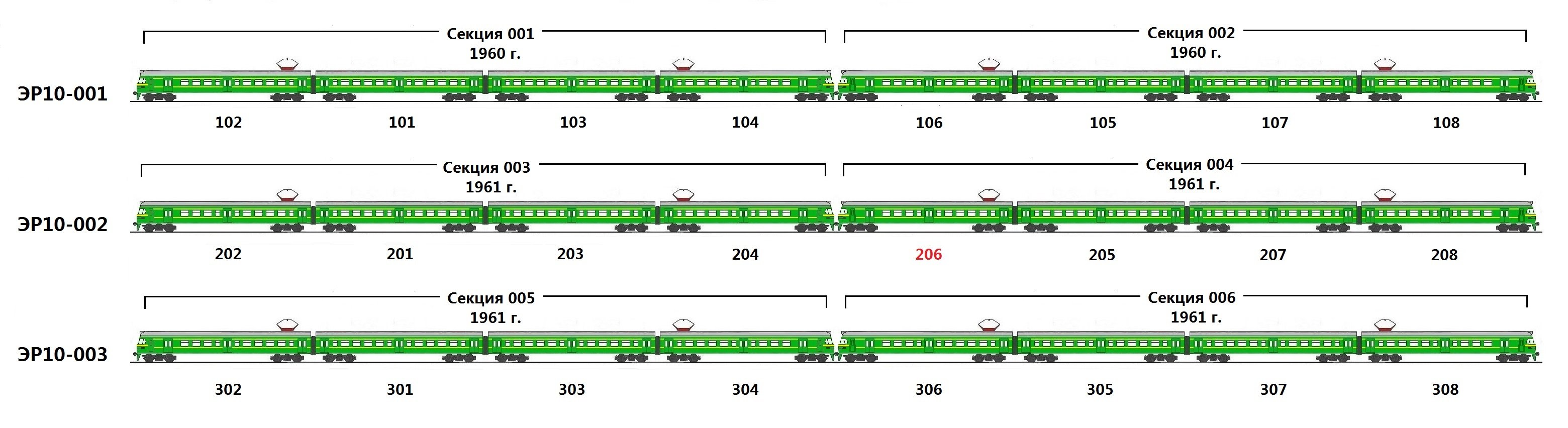
마차의 번호. 박물관 의 마차 번호 는 빨간색 으로 강조 되어 있다

1974년부터 예비 부품 수급 문제로 퇴역하기 시작하였다. 현재에는 대부분 폐차되어,  있는 선두차 1량을 포함한 일부만 보존되어 있다. 206 번이 있고 복원용으로 보내졌어요. 리노베이션 후,그것은 상트 페테르부르크 박물관에 설치되었으며,처음에는 바르샤바 기차역 근처,그 다음에는 발트해 기차역 근처에 설치되었습니다.

## 같이 보기
- “ER10 사진”. 2013년 1월 31일에 원본 문서에서 보존된 문서. 2007년 3월 7일에 확인함.